# Proa

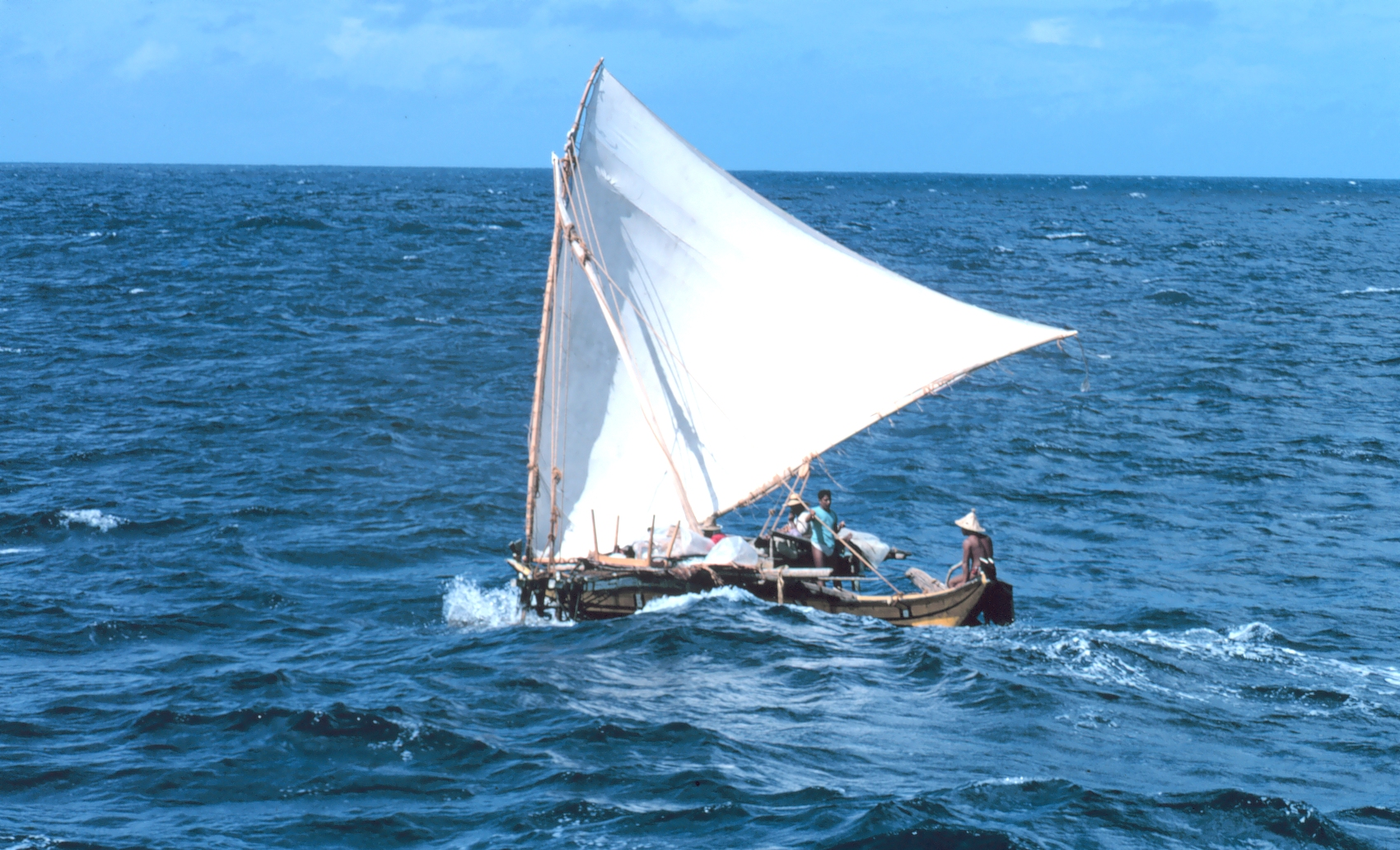
Mikronéziai proa

A proa vázlatos felépítése

A proa (egyéb angol írásmódjai: prau, perahu, prahu) egy többtörzsű, vitorlás hajótípus. A hajótest két, párhuzamos törzsből áll, amik rendszerint nem egyenlő hosszúak. A proa kifejezés alatt rendszerint az Óceánia vizein hagyományosan használt hajókat értik. Jellemző hajótípus Indonézia, Malajzia és a Fülöp-szigetek vizein. A hagyományos proa felépítése hasonlít a katamaránra, de attól eltérően a proa szél alatti hajótörzzsel rendelkezik, továbbá ballaszttal a stabilitás érdekében.
A mai korban is létezik modern proa, változatos formában, mivel egyik jellemzője az elérhető nagy sebesség.

## Jellemzői
A fő törzs neve vaka, a támaszték neve ama, a kettőt összekötő, ívelt szerkezet neve akasz. A proa alkatelemeinek megnevezéseit más hajótípusokra (például trimarán) is alkalmazzák. Kivitele szerint mérete lehet egyszemélyes kor-kor (4,5 méteres hossz), közepes méretű tipnol (6-9 m), vagy nagy méretű walap (30 m-es hossz). Jellemzően a háromszögletű vitorláját használják haladásra, de kis súlya miatt evezve is lehet haladni vele (hagyomány volt, hogy a tiszteletadás jeleként más törzs területén a hajósok evezéssel haladtak a vitorla alkalmazása helyett).
Jó szélben a legénység ellensúlyként kitámasztja magát a támasztékon, ami ilyenkor kiemelkedik a vízből, ez csökkenti a hajó súrlódását, ezzel pedig nagyobb az elérhető sebesség.

## Fordítás
Ez a szócikk részben vagy egészben  a   Proa című angol Wikipédia-szócikk ezen változatának fordításán alapul.  Az eredeti cikk szerkesztőit annak laptörténete sorolja fel. Ez a jelzés csupán a megfogalmazás eredetét és a szerzői jogokat jelzi, nem szolgál a cikkben szereplő információk forrásmegjelöléseként.

## Külső hivatkozások
- Russel Brown on Proas, and interview with the builder of Kauri, Cimba, Jzero, and Jzerro, sloop rigged Pacific proas of 30 to 37 feet in length
- Guampedia, Guam's Online Encyclopedia Agadna, Chamorro Canoe Builders
- The Proa File by Michael Schacht
- German proa website Information and links (főleg németül)
- wikiproa a wiki dedicated to proas. Mostly home build smaller designs
- A collection of links to Proa-related websites from PacificProa.com
- The University of Guam's Traditional Seafaring Society Webpage  Micronesia Archiválva 2007. szeptember 14-i dátummal a Wayback Machine-ben
- Canoes in Micronesia by Marvin Montvel-Cohen; Micronesian working papers number 2, University of Guam Gallery of Art, David Robinson, Director, April 1970
- Big collection of photos of ancient proas
- 2001 Marshall Island stamps, showing the Marshallese walap
- Canoe Craze In Marshall Islands, Pacific Magazine, By Giff Johnson. Shows modern kor-kor racers in traditional boats with polytarp sails
- Riwuit pictures, and detailed plans on building and tuning a riwuit
- The Vaka Taumako Project page on Polynesian proas and sailing
- Essay with photos of Kapingmarangi sailing canoes, Caroline Islands
- Duckworks Magazine article on the R.B. Roosevelt and Monroe proas